# Australobius tenuiunguis
Australobius tenuiunguis är en mångfotingart som först beskrevs av J.R. Eason 1980.  Australobius tenuiunguis ingår i släktet Australobius och familjen stenkrypare.
Artens utbredningsområde är Papua Nya Guinea. Inga underarter finns listade i Catalogue of Life.